# Oude IJsselstreek
Oude IJsselstreek est une commune néerlandaise, en province de Gueldre, formée le 1er janvier 2005 par la fusion des communes Gendringen et Wisch.